# Francisco Gutiérrez Cabello
Pour les articles homonymes, voir Gutiérrez et Cabello.
Francisco Gutiérrez Cabello ou Francisco Gutiérrez, né vers 1616 et mort à Madrid en 1670 ou peu auparavant, est un peintre baroque espagnol, spécialisé dans la peinture de perspectives architecturales fantastiques illustrant en général des thèmes bibliques.

## Éléments biographiques
La date de naissance du peintre est déduite de son témoignage lors de l'enquête ouverte en juillet 1658 par le conseil des ordres militaires pour s'assurer du lignage de Diego Vélasquez qui désirait intégrer l’ordre de Santiago afin d'être anobli : Francisco Gutiérrez Cabello est l'un des 148 témoins et déclare être âgé de quarante-deux ans, vivant à Madrid, et originaire de la vallée de Barcena, dans les montagnes de Burgos ; il indique connaître Velázquez depuis 28 ans, c'est-à-dire depuis 1630, alors qu'âgé de 14 ans, il commençait sa formation de peintre. 
L'année précédente, en 1657, Díaz del Valle, dans son Origen ilustración del nobilísimo y real arte de la pintura le considère comme un « admirable peintre en perspective » (« admirable pintor de perspectivas »).
Sa première œuvre signée connue est une Immaculée Conception, conservée dans une collection privée à Logroño ; datée de 1654, elle est de composition assez archaïque. Il s'oriente ensuite vers la peinture de genre, en composant habilement des perspectives architecturales inspirées généralement des gravures de Hans Vredeman de Vries, où il déploie de nombreuses petites figures formant des scènes tirées de la Bible ou plus rarement de l'histoire troyenne. 
La date de sa mort est inconnue ; en mai 1670, Clara de Tovar est dite sa veuve.

## Œuvres
- L'Incendie de Troie, huile sur toile, 1657, 107 x 162 cm, Séville, Musée des Beaux-Arts[4].
- Le Jugement de Salomon, huile sur toile, 110 x 140 cm, 1660 - 1670, Madrid, Musée du Prado.
- 6 tableaux en 1662 pour la Collégiale Saint-Louis à Villagarcía de Campos : L'Entrée de Joseph à Héliopolis ; l'Arche d'alliance, Le Jugement de Salomon, La reine de Saba et Salomon, Les fiançailles de la Vierge avec saint Joseph, Le Repas chez Simon le pharisien.
- Le Festin d'Esther, 1666, Paris, Musée du Louvre[5].
- Joseph présentant son père et ses frères au pharaon, huile sur toile, 111 x 138 cm, , Madrid, Musée du Prado.
- Reconstruction du temple de Jérusalem, huile sur toile, 170 x 240 cm, Université de Saragosse.

- Entrée de Joseph à Héliopolis, Séville, Musée des Beaux-Arts.
- Moïse sauvé des eaux, Bilbao, Musée des Beaux-Arts.
- Le Banquet d’Esther, huile sur toile, 111,2 x 139,7 cm, Oviedo, Museo de Bellas Artes de Asturias

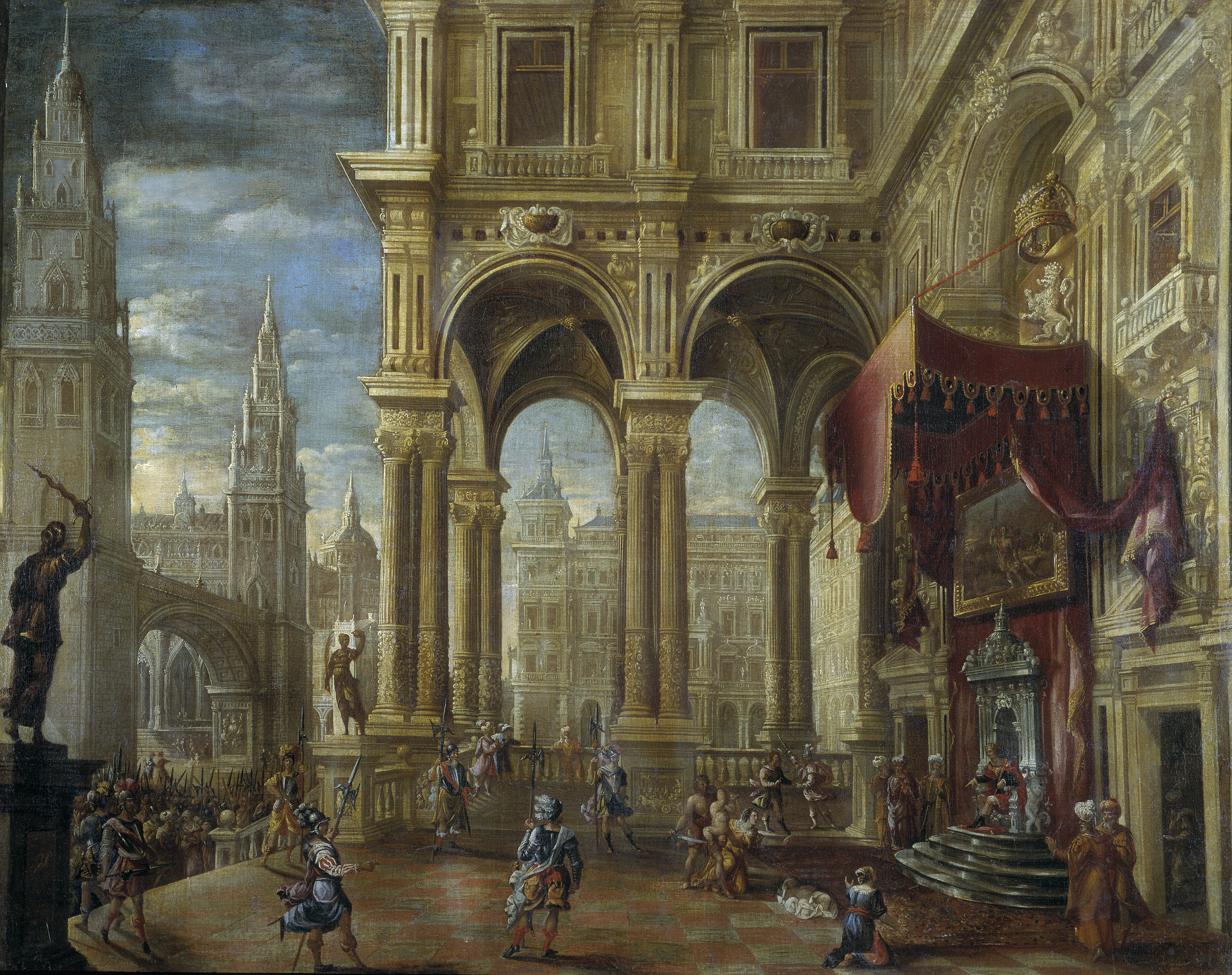
Le Jugement de Salomon
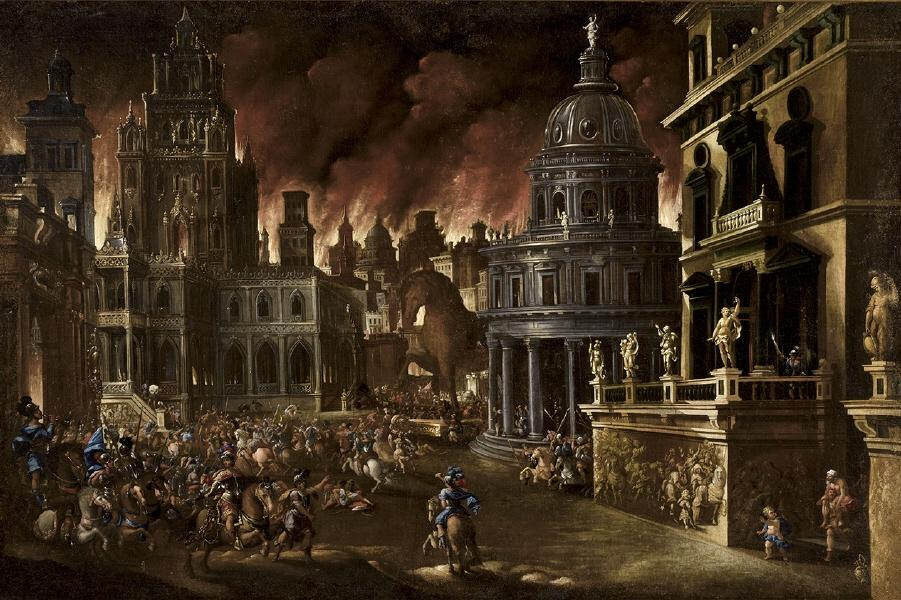
L'Incendie de Troie
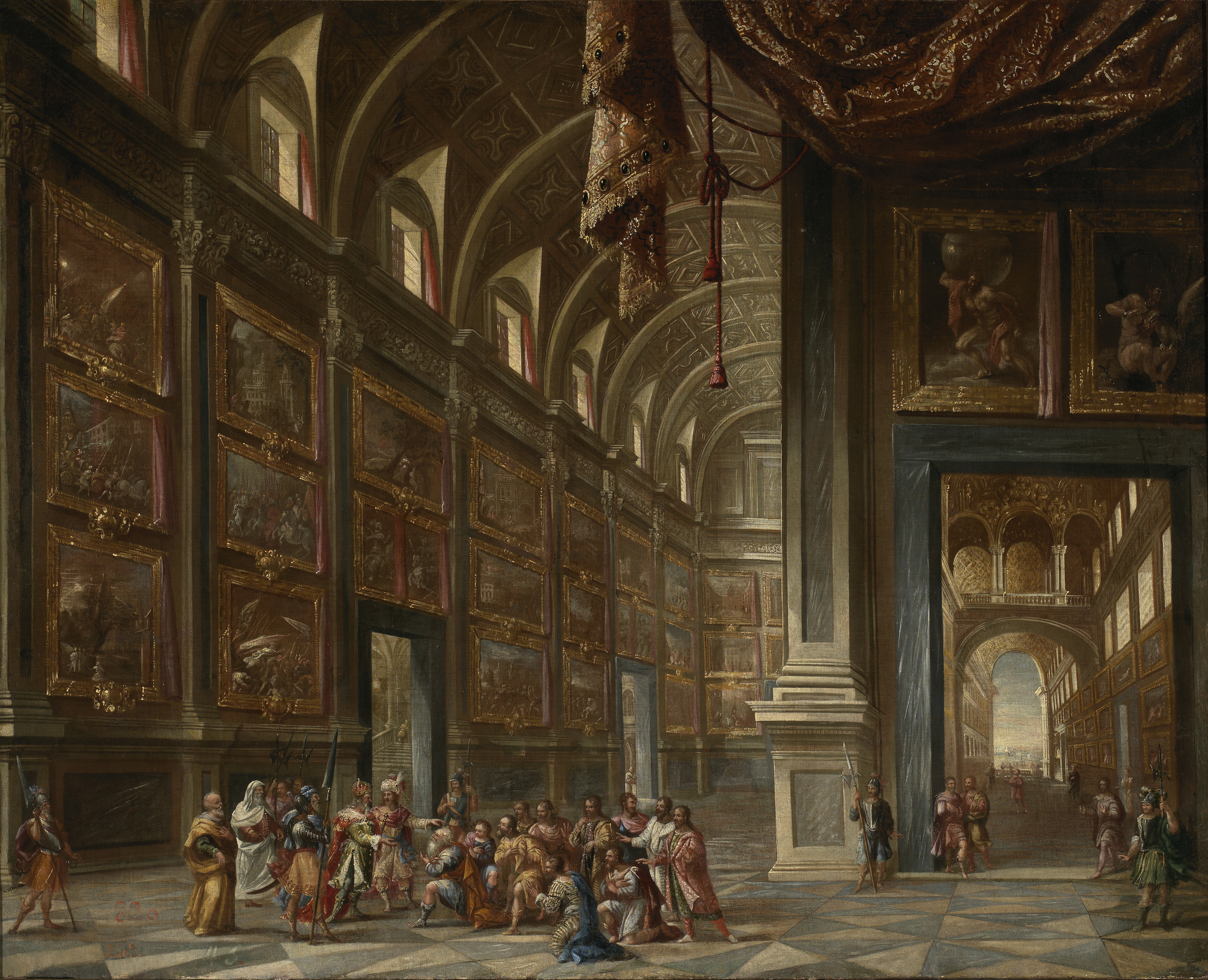
Joseph présentant son père et ses frères au pharaon